# Dinastía XIII de Egipto

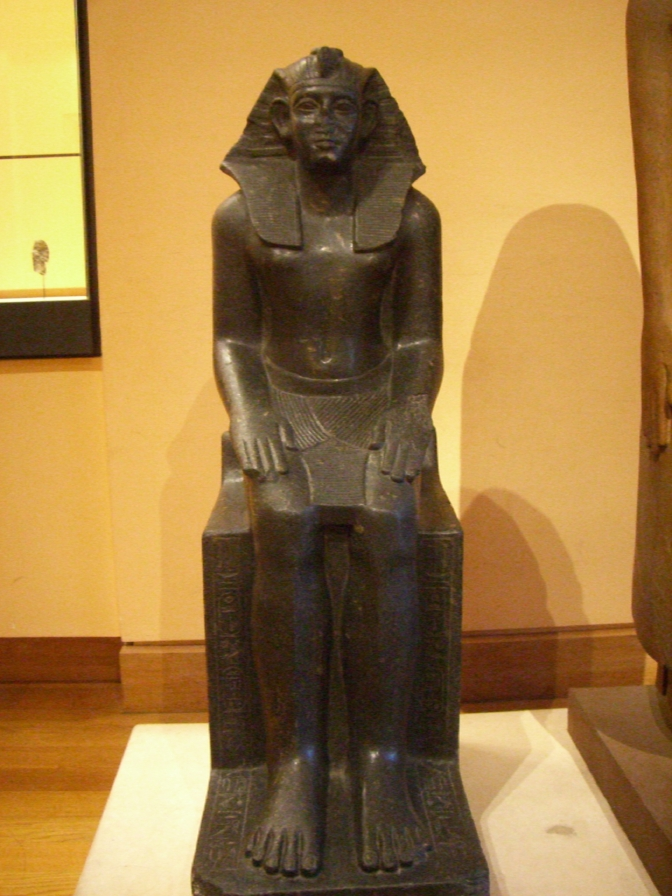
Sebek-hotep IV.
Museo del Louvre.

La Dinastía XIII o Decimotercera Dinastía de Egipto a menudo se agrupa con las dinastías XI, XII y XIV bajo el título de Imperio Medio. Otros egiptólogos la vinculan a las dinastías XIV a XVII como parte del Segundo período intermedio. La dinastía XIII transcurre aproximadamente de 1786 a 1570 a. C.

## Historia
Mientras que la dinastía XII constituía un linaje familiar, los gobernantes de la dinastía XIII no tienen autoridad suficiente, raramente pueden fundar un linaje, y sus mandatos duran algunos años, o incluso algunos meses. Muchos de ellos son militares o extranjeros cananeos. 
Estos gobernantes a menudo llegan al poder mediante usurpación y raramente consiguen mandar sobre todo el país, su autoridad era impugnada por otros usurpadores locales. Es obvio que se cuestionara incluso el derecho de sucesión.
Bajo la dinastía XIII se distinguen dos linajes de gobernantes que residieron, respectivamente, en Uaset (Tebas) y en Ity-tauy (cerca de El-Lisht), la capital administrativa. 
Se divide el país en tres demarcaciones administrativas: El norte que representa al delta del Nilo y la región de Menfis, el sur que comprende desde El-Fayum hasta Nubia, y también al sur la que incluye la ciudad de Tebas y su región. 
Períodos de equilibrio y estabilidad se alternan con épocas de desorden y guerrillas. Paradójicamente, mientras que el trono se agita por incesantes temores, los altos funcionarios permanecen en sus cargos, organizando la administración del reino. 
La dinastía XIII, sin embargo, apenas implica cambios en el arte y la actividad de Egipto, por eso algunos egiptólogos no la incluyen dentro del segundo período intermedio. 

## Dinastías emergentes

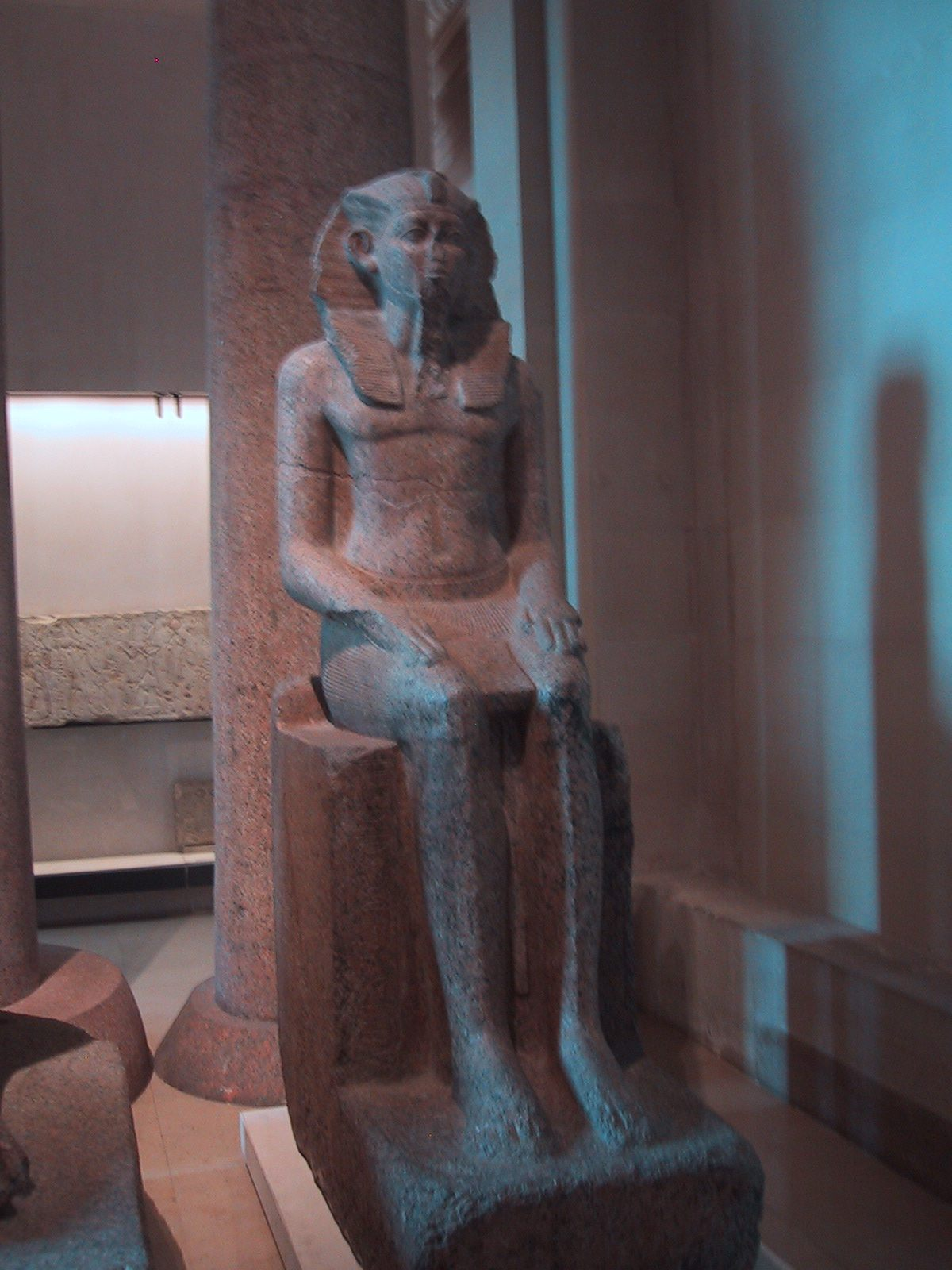
Sebek-hotep IV (Tanis). Museo del Louvre.

A mediados del siglo XVII a. C. la situación de Egipto puede sintetizarse con suficiente seguridad. Toda la región del Medio y Bajo Egipto está bajo control directo de los soberanos de dinastía XV, de Avaris, los gobernantes cananeos llamados hicsos, y de gobernadores de la dinastía XVI; o indirecto de los últimos soberanos de la dinastía XIV. 
Es posible que incluso los gobernantes del Alto Egipto, los últimos soberanos de la dinastía XIII y los primeros soberanos de la dinastía XVII, fueran tributarios de los citados hicsos (dinastía XV) y surgieran manifestaciones de división interna.

## Gobernantes de la dinastía XIII
Es difícil hacer una lista veraz de los gobernantes de esta dinastía; los epítomes de Manetón y el Canon Real de Turín citan unos sesenta nombres, pero muchos de ellos son poco conocidos y otros completamente desconocidos. 
La siguiente lista se basa en el Canon Real de Turín, con los nombres de gobernantes cuya existencia está contrastada por otras fuentes, o arqueológicamente. 

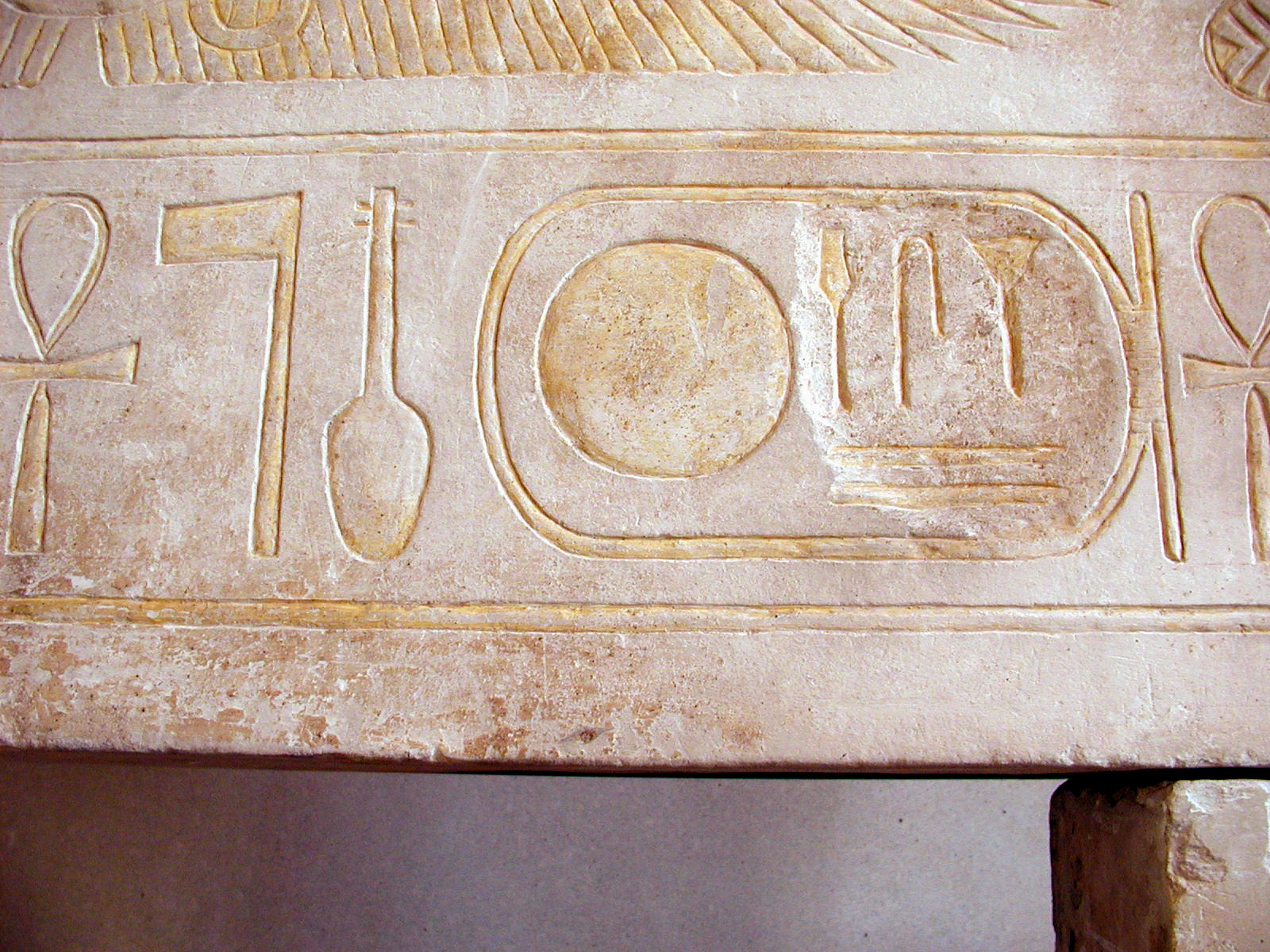
Sebek-hotep III. Cartucho usurpado. Louvre.

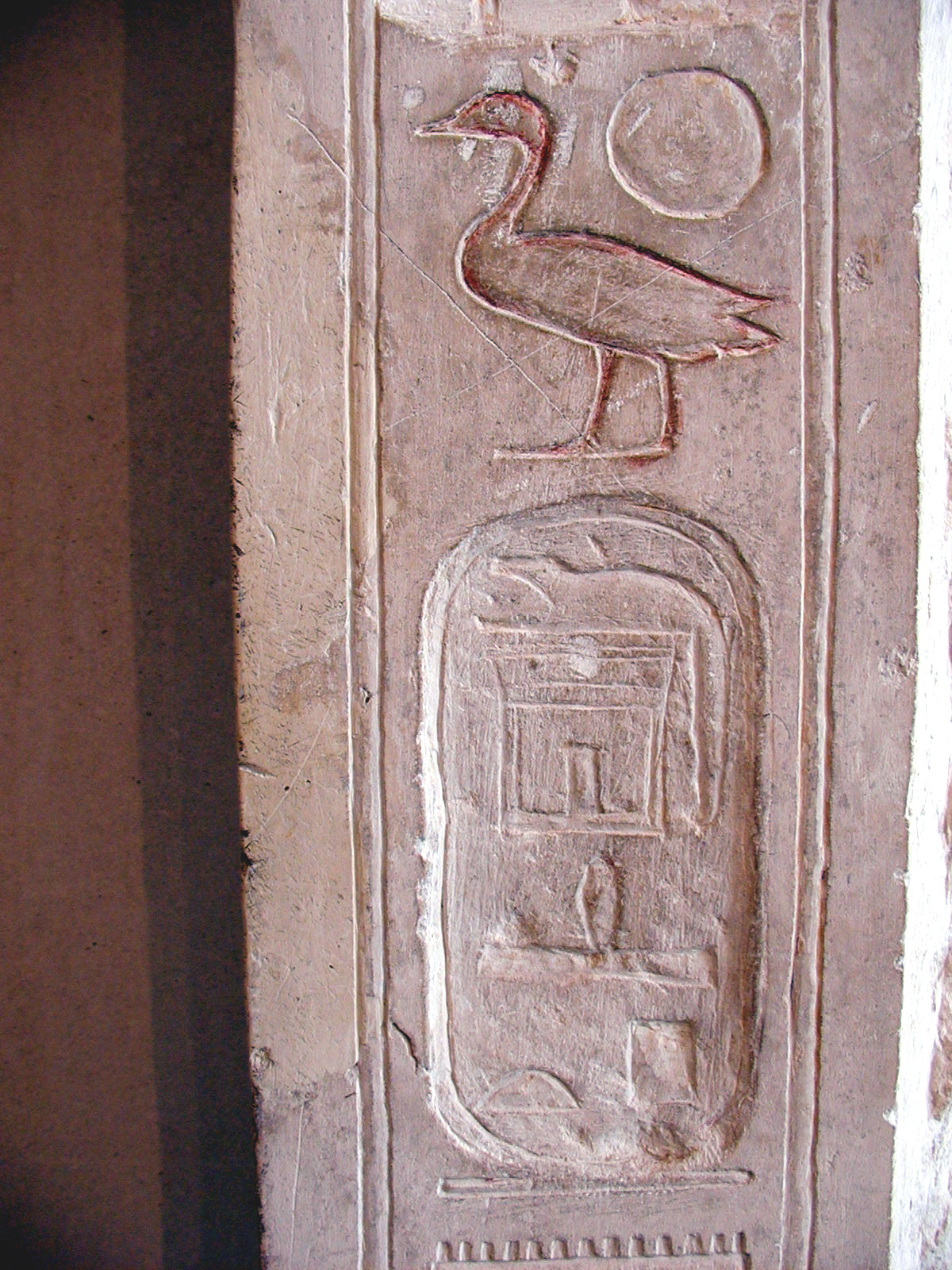
Sebek-hotep III. Cartucho usurpado. Louvre.

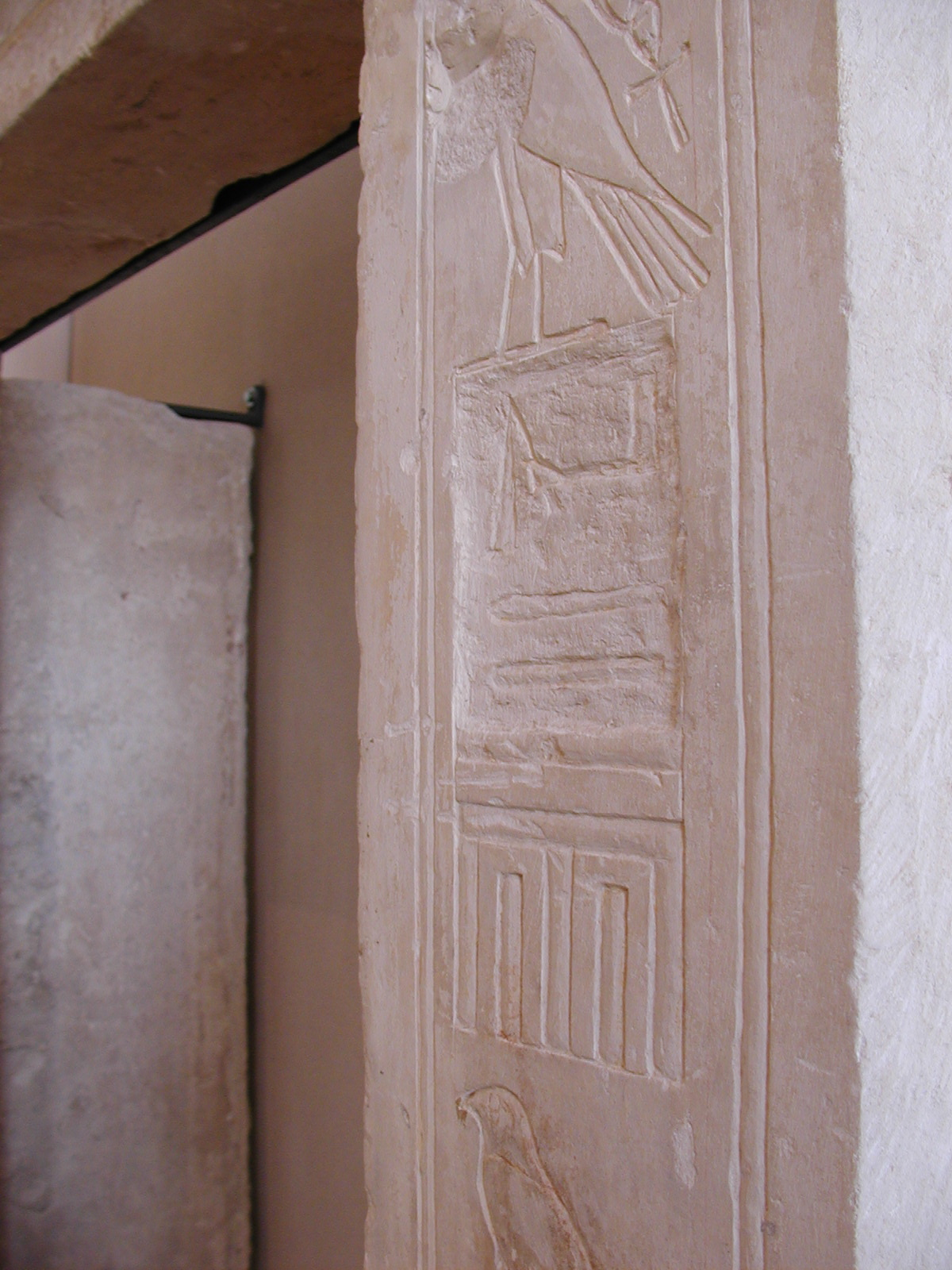
Sebek-hotep III. Cartucho usurpado. Louvre.

| Nombre común           | Nombre de Nac.    | Nombre de Trono      | Canon Real Turín                 | N.º     | Reinado   |
| ---------------------- | ----------------- | -------------------- | -------------------------------- | ------- | --------- |
| Jutauyra               | Sebekhotep        | Sejemra Jutauy       | [Jutauy] ra                      | VI,5    | 1786-1784 |
| Amenemhat Sonbef       | Amenemhat Sonbef  | Sejemkara            | Sejemkara                        | VI,6    | 1784-1778 |
| Nerikare               |                   |                      |                                  |         | 1778-1777 |
| Amenemhat V            | Amenemhat         | Sejemkara            | [A]menemhat [...]ra              | VI,7    | 1777-1774 |
| Ameny Qemau            |                   |                      |                                  |         | 1774-1772 |
| Hetepibra              | Sahornedyeheritef | Hetepibra            | Sehetepibra                      | VI,8    | 1772-1769 |
| Iufni                  | Iufni             |                      | Iufni                            | VI,9    | 1769-1767 |
| Amenemhat VI           | Amenemhat         | Sanjibra             | Sanjibra                         | VI,10   | 1767-1751 |
| Semenkara              | Nebnun            | Semenkara            | Semenkara                        | VI,11   | 1751-1749 |
| Sehetepibra            |                   | Sehetepibra          | Sehetepibra                      | VI,12   | 1749-1747 |
| Suadyekara             |                   | Suadyekara           | Suadyekara                       | VI,13   | 1747-1746 |
| Nedyemibra             |                   | Nedyemibra           | Nedyemibra                       | VI,14   | 1746-1741 |
| Sebekhotep I           | Sebekhotep        | Jaanjra              | Sebekhotepra                     | VI,15   | 1741-1739 |
| Renseneb               | Renseneb          |                      | Ren[se]neb                       | VI,16   | 1739      |
| Hor I                  | Hor               | Auibra               | Auteibra                         | VI,17   | 1739-1737 |
| Sekhemrekhutawy Khabaw |                   |                      |                                  |         | 1737-1734 |
| Djedkheperew           |                   |                      |                                  |         | 1734-1732 |
| Sebkay                 |                   |                      |                                  |         | 1732-1730 |
| Amenemhat VII          | Amenemhat         | Sedyefakara          | Sedyefakara                      | VI,18   | 1730-1723 |
| Sebekhotep II          | Ugaf              | Jutauyra             | Sejemra Jutauy Sebekhotep        | VI,19   | 1723-1719 |
| Jendyer                | Jendyer           | Userkara             | User[ka]ra Jen[dyer]             | VI,20   | 1719-1713 |
| Imiramesha             | Imiramesha        | Semenjkara           | [Semenj]kara Imiramesha          | VI,21   | 1713-1710 |
| Intef IV               | Intef             | Sehetepkara          | [...]ka[...] Intef               | VI,22   | 1710-1707 |
| Set I                  | Seth              | Meribra              | [...]ib[...] Seth                | VI,23   | 1707-1701 |
| Sebekhotep III         | Sebekhotep        | Sejemra Suadyetauy   | Sejemkara [Uadyetauy] Sebekhotep | VI,24   | 1701-1697 |
| Neferhotep I           | Neferhotep        | Jasejemra            | Jasejemra Neferhotep             | VI,25   | 1697-1686 |
| Sahathor               | Sahathor          | Menuadyara           | Sahathor                         | VI,26   | 1686-1685 |
| Sebekhotep IV          | Sebekhotep        | Janeferra, Neferkara | Janeferra Sebekhotep             | VI,27   | 1685-1675 |
| Sebekhotep V           | Sebekhotep        | Jahotepra            | Jahetepra                        | VII,1   | 1675-1671 |
| Ibiau                  | Ibiau             | Uahibra              | Uahibra Ibiau                    | VII,2   | 1671-1661 |
| Merneferra o Ay I      | Ay                | Merneferra           | [Mernefer]ra                     | VII,3   | 1661-1648 |
| Merhotepre Ini         |                   |                      |                                  |         | 1648-1646 |
| Sebekhotep VI          | Sebekhotep Ini    | Merhetepra           | [Merhetepra]                     | VII,4   | 1646-1644 |
| Suadyetu               | Suadyetu          | Sanjenra             | S[anjen]ra Suadyetu              | VII,5   | 1644-1641 |
| Ined                   | Ined              | Mersejemra           | Mer[sejem]ra [Ined]              | VII,6   | 1641-1638 |
| Hor II u Hori          | Hori              | Suadyekara           | [Suadyeka]ra Hori                | VII,7   | 1638-1633 |
| Sebekhotep VII         | Sebekhotep        | Merkaura             | Merika[ra] Sebek[hotep]          | VII,8   | 1633-1631 |
|                        |                   |                      | ilegible                         | VII,9   |           |
|                        |                   |                      | perdido                          | VII,10  |           |
|                        |                   |                      | ilegible                         | VII,11  |           |
|                        |                   |                      | ilegible                         | VII,12  |           |
| Sewadjare Mentuhotep   |                   |                      | ilegible                         | VIII,20 | 1620-1610 |
| Dedumes                | Dedumesu          | Dyedhotepra          | [...][dedu]mes                   | VII,13  | 1610-1608 |
| Ibi II                 | Ibi               | ...maatra            | [...]maatra Ibi                  | VII,14  | 1608-1606 |
| Hor III                | Hor               | ...ubenra            | [...]ubenra                      | VII,15  | 1606-1604 |
| Se...kara              |                   | Se...kara            | Se[...]kara                      | VII,16  | 1604-1602 |
| Sonebmiyu              | Sonebmiyu         | Suahenra             | [...]enra                        | VII,17  | 1602-1600 |
| Seheqenre Sankhptahi   |                   | [S.ḥ] ḳ-n-R          | [?] Ḳ-n-R                        | VIII,25 | 1600-1586 |
|                        |                   |                      | [...]ra                          | VII,18  |           |
|                        |                   |                      | ilegible                         | VII,19  |           |
| Sejaenra I (?)         |                   | Sejaenra (?)         | [...]en[...]                     | VII,20  | 1582-1580 |
|                        |                   |                      | Mer[...]ra                       | VII,21  |           |
| Senaib                 |                   |                      |                                  |         | 1578-1576 |
| Merjeperra             |                   | Merjeperra           | Merjeperra                       | VII,22  | 1576-1574 |
| Merkara                |                   | Merkara              | [...]Mer[...]kara                | VII,23  | 1574-1570 |

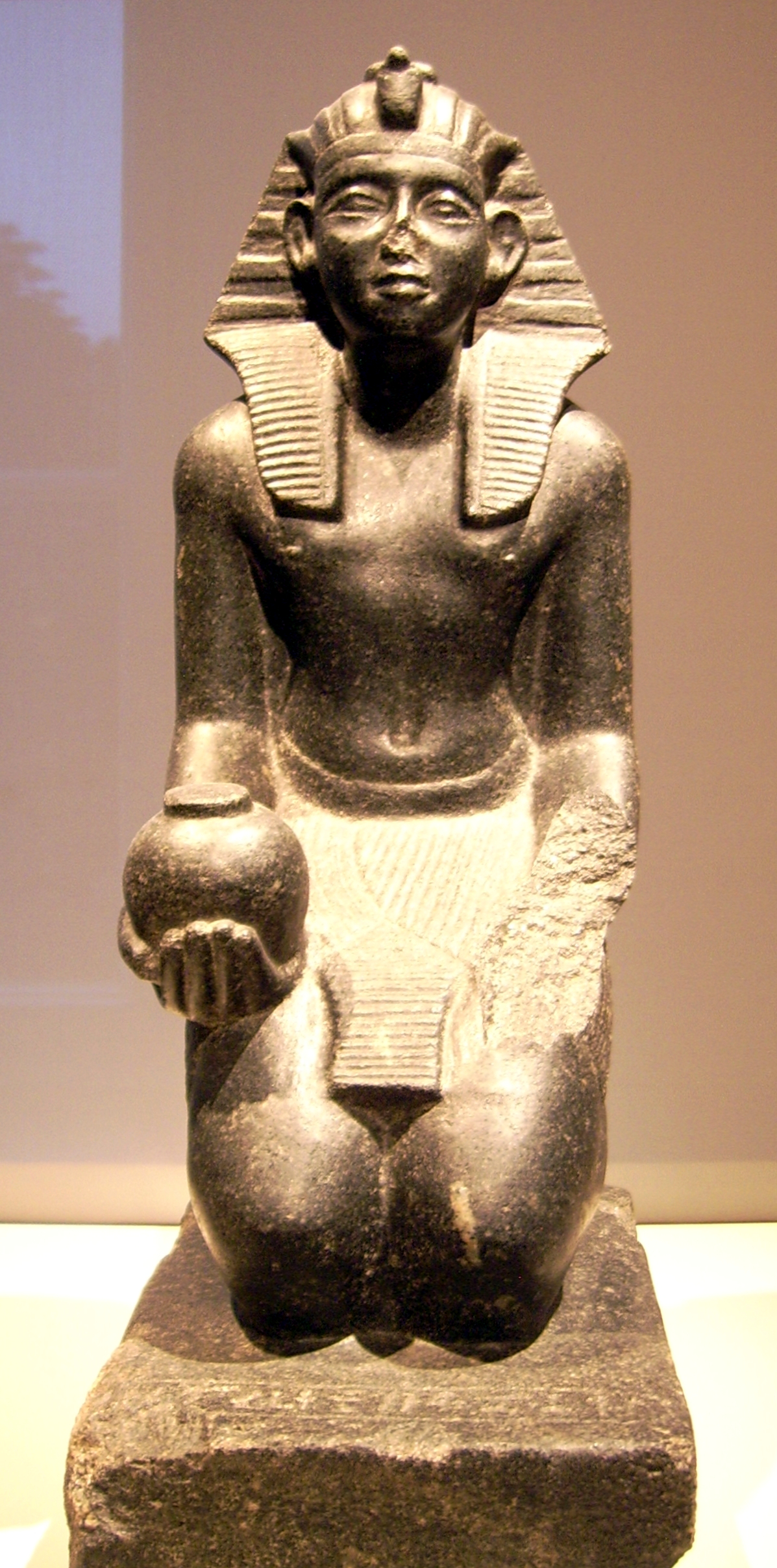
Sebek-hotep V.
Altes Museum de Berlín.

- Nota: El texto escrito dentro de paréntesis cuadrados corresponde a jeroglíficos no legibles del texto original pero reconstruidos confrontándolos con otras fuentes. Los puntos dentro de paréntesis cuadrados indican trozos perdidos del texto.

## Otros gobernantes
La siguiente lista aporta los nombres, sin orden cronológico ni sucesorio, de posibles gobernantes de esta dinastía obtenidos de restos arqueológicos.
| Nombre común    | Nombre de Nacimiento | Nombre de Trono    | Información                                                                                                 |
| --------------- | -------------------- | ------------------ | --- |
| Abay            | Abay                 |                    | Nota de una lista de sacerdotes de Menfis.                                                                  |
| Amenemhat VII   | Amenemhat            | Dyefa...kara       | Registro del nivel del Nilo en Semna datado el año 1° de reinado. Posible identificación con Amenemhat VII. |
| Juiqer          | Juiqer               |                    | Resto de arquitrabe proveniente de Abidos (F. Petrie).                                                      |
| Mentuemsaf      | Mentuemsaf           | Dyedanjra          | Algunos escarabeos y una estela proveniente de Gebelein.                                                    |
| Mentuhotep V    | Mentuhotep           | Meranjra           | Dos fragmentos de estatuas provenientes de Karnak.                                                          |
| Mentuhotep VI   | Mentuhotep           | Sudyara            | Fragmentos de inscripciones provenientes del templo funerario de Mentuhotep II en Deir el-Bahari.           |
| Nerkara         |                      | Nerkara            | Fragmento de inscripción en el Museo Egipcio de El Cairo. Reinó c. 1750 (Altemüller).                       |
| Seanjptah       | Seanjptah            | Seheqaenra         | Estela datada en el año 1° de reinado del templo funerario de Mentuhotep II en Deir el-Bahari.              |
| Sebekay         | Sebekay              |                    | Objeto de marfil. Reinó c. 1750 a. C. (Altemüller).                                                         |
| Sebekhotep VIII | Sebekhotep           | Sejemra Seusertauy | Sala de antepasados de Karnak. Estela encontrada en Karnak.                                                 |
| Sebekhotep IX   | Sebekhotep           | Maara              | Escarabeo inciso                                                                                            |
| Sejaenra        |                      |                    | Algunos fragmentos inscritos provenientes del templo funerario de Mentuhotep II.                            |
| Seneb           | Seneb                | Jentketiemsaf      | Fragmento conservado en el Museo egipcio de El Cairo.                                                       |
| Upuautemsaf     | Upuautemsaf          | Sejemra Neferjau   | Estela de Abidos y grabado en una tumba privada en Beni Hassan.                                             |
| Usermontu       | Usermontu            |                    | Fragmentos de estelas provenientes del templo funerario de Mentuhotep II en Deir el-Bahari.                 |

## Cronología de la dinastía XIII
Cronología estimada por los siguientes egiptólogos: 
| - Primer faraón: - Ugaf (?) - 1786-1783 (Redford) - 1766-1764 (Ryholt) - 1759-1757 (Franke) | - Primer faraón: - Sejemra Jutauy - ca. 1760 a. C. | - Último faraón: - Sebekhotep VIII Sejemra Seusertauy (?) - 1645-1629 (Ryholt) | - Último faraón: - Merkara (?) - ca. 1640 a. C. |

## Cronograma del segundo periodo intermedio
| Xois                     | Avaris                | Bajo Egipto            | Egipto Medio            | Alto Egipto              | Baja Nubia       |
| ------------------------ | --------------------- | ---------------------- | ----------------------- | ------------------------ | ---------------- |
|                          |                       |                        | Dinastía XIII de Egipto |                          |                  |
| Dinastía XIV de Egipto   |                       |                        |                         |                          |                  |
|                          | Dinastía XV de Egipto |                        |                         |                          |                  |
| Dominación de los Hicsos |                       | Dinastía XVI de Egipto |                         | Dominación de los Hicsos |                  |
|                          |                       |                        |                         |                          | Dinastía Kushita |
|                          |                       |                        |                         | Dinastía XVII de Egipto  |                  |
|                          |                       |                        |                         |                          |                  |
|                          |                       |                        |                         |                          |                  |
|                          |                       |                        |                         |                          |                  |